# San Tomà

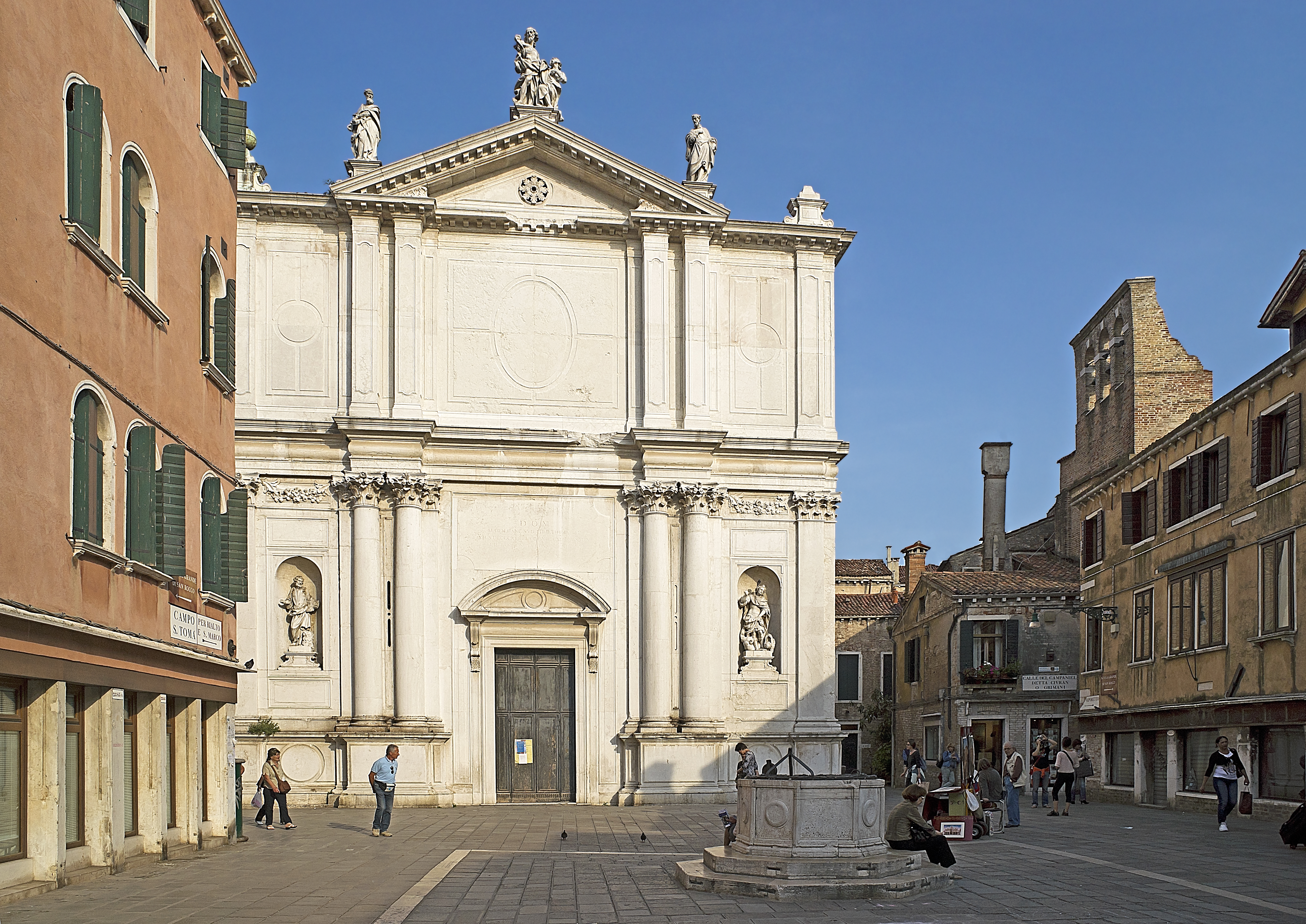
Blick über den Campo auf die Kirche San Tomà (2011)

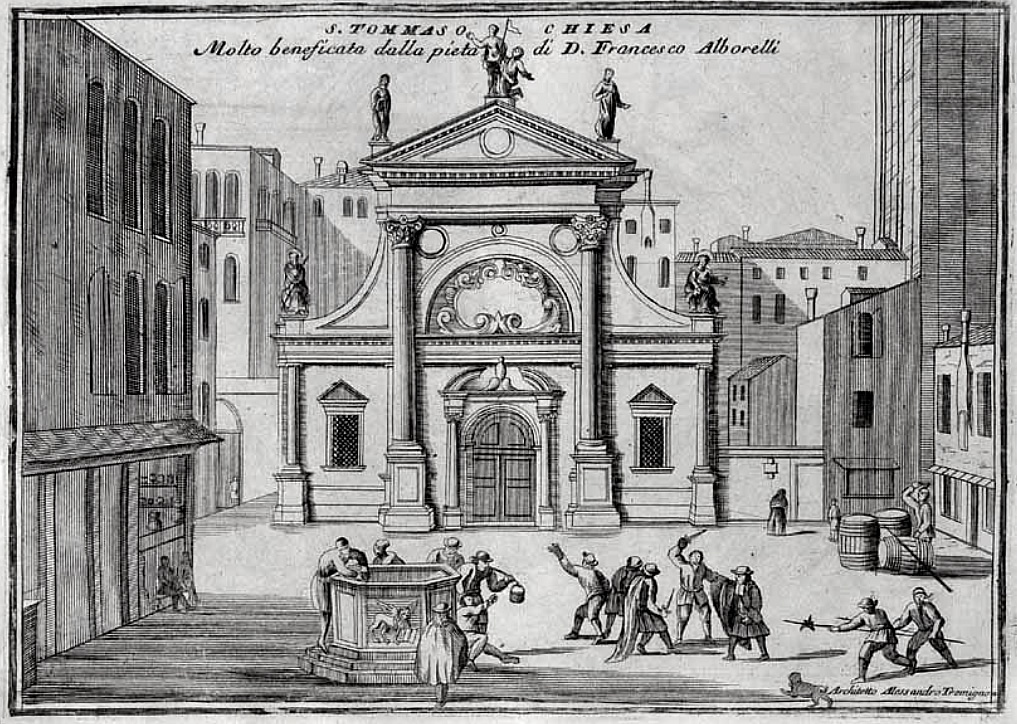
Ansicht der Kirche und des Platzes San Tomà von Vincenzo Coronelli (1709)

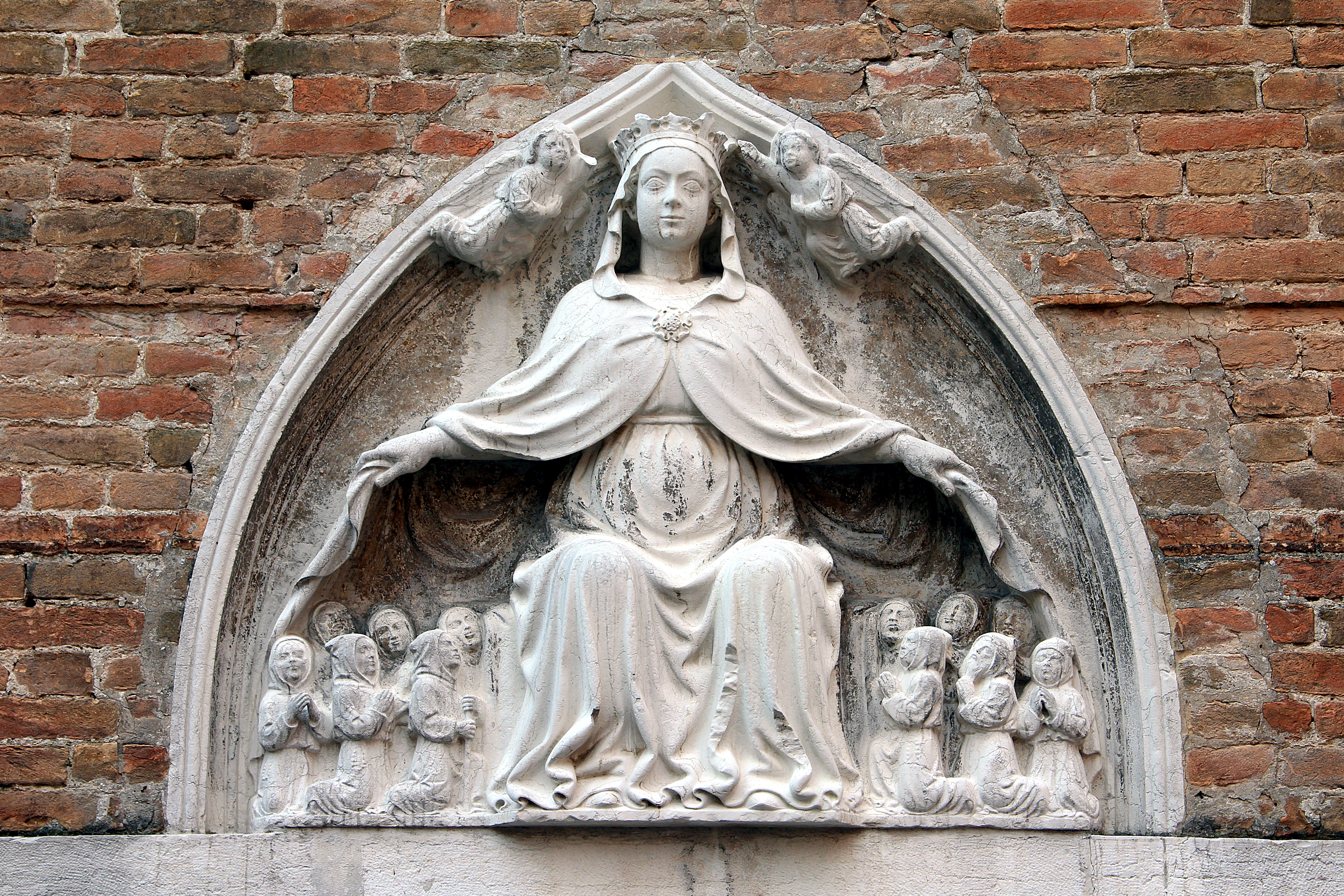
Die Madonna della misericordia aus dem 15. Jahrhundert

San Tomà, selten San Tommaso Apostolo genannt, ist eine klassizistische Kirche im venezianischen Sestiere San Polo. Das Bauwerk, das bis ins 10. Jahrhundert zurückreicht, befindet sich an der Ostseite des Campo San Tomà. Kirche und Platz wurden nach dem Apostel Thomas benannt.
Die Kirche wurde der legendären Überlieferung nach im späten 10. Jahrhundert von der Familie Miani auf einem Grundstück errichtet, das der Familie Tonisto gehörte.
Das Bauwerk wurde 1652 unter Leitung von Baldassare Longhena neu gebaut, doch stürzte die Kirche ein. Ein abermaliger Neubau erfolgte 1742 nach einer Zeichnung von Francesco Bognolo. Nach dem Ende der Republik Venedig im Jahr 1797 wurde 1803 die Kirche zum zweiten Mal konsekriert.
Die Skulpturen der Hauptfassade stellen die Apostel Thomas, Petrus und Jakob dar. Sie wurden zwischen 1696 und 1699 von Francesco Cabianca geschaffen und nach dem Neubau wieder aufgestellt.